# René Thomas (Sportschütze)
Jean Justin René Thomas (* 20. August 1865 in Breux-sur-Avre; † 20. Juli 1925) war ein französischer Sportschütze.

## Erfolge
René Thomas nahm an den Olympischen Spielen 1900 in Paris in fünf Disziplinen teil. Im Dreistellungskampf erreichte er mit Achille Paroche, Léon Moreaux, Maurice Lecoq und Auguste Cavadini den dritten Rang und gewann somit die Bronzemedaille. In den Einzeldisziplinen belegte er im Dreistellungskampf Rang 26, in der Kniend-Position Rang 27, im stehenden Anschlag Rang 24 und im liegenden Anschlag Rang 19. Die Wettbewerbe fungierten gleichzeitig als Weltmeisterschaften.